# Clytie micra
Clytie micra är en fjärilsart som beskrevs av Edward P. Wiltshire 1973. Clytie micra ingår i släktet Clytie och familjen nattflyn. Inga underarter finns listade i Catalogue of Life.